# علم الإحصاء الفلكي
علم الإحصاء الفلكي (بالإنجليزية: Astrostatistics) هو مجال يجمع بين الفيزياء الفلكية والتحليل الإحصائي والتنقيب في البيانات. يُستخدم هذا المجال لمعالجة البيانات الشاسعة التي ينتجها المسح الآلي للكون، من أجل توصيف قواعد البيانات المعقدة وربط البيانات الفلكية مع النظرية الفيزيائية الفلكية. يشمل التحليل الفلكي العديد من فروع الإحصاء منها الإحصاء اللا معلمي والنموذج الخطي العام والسلسلة الزمنية وخاصة الاستدلال البايزي.

## الرابطة المهنية
يُمثَّل الممارسون لعلم الإحصاء الفلكي في رابطة الإحصائيين الفلكيين الدولية المتعاونة مع معهد الإحصاء الدولي، والاتحاد الفلكي الدولي ومجموعة العمل به التي تعمل في علم الإحصاء الفلكي والمعلوماتية الفلكية، والجمعية الأمريكية الفلكية ومجموعة العمل بها التي تعمل في علم الإحصاء الفلكي والمعلوماتية الفلكية، ورابطة الإحصاء الأمريكية ومجموعة العمل المهتمة بالإحصاء الفلكي، ومبادرة الإحصاء الكوني. تشارك كل هذه المنظمات في البوابة الإلكترونية لعلم الإحصاء الفلكي والمعلوماتية الفلكية.

## التاريخ
في أواخر 1801 حمل مدار كويكب سيريس الكويكب خلف الشمس، قلق الفلكيون خوفًا من فقدانه للأبد. طور رياضياتي يُدعى كارل فريدريش غاوس تقنية إحصائية جديدة لإيجاده. تُدعى هذه التقنية المربعات الصغرى أو الدنيا، صارت تلك التقنية الآن الوسيلة الأساسية للتحليل الإحصائي.
ولمدة 200 عام بعد ذلك، لم يتعاون الإحصائيون مع الفلكيين كثيرًا. لكن في هذا العقد الأخير، بدأ كل من علم الفلك والإحصاء أن يصيغا علاقة واعدة. فمعًا طوروا هذا العلم الجديد المعروف بعلم الإحصاء الفلكي.
يقول أستاذ ولاية بنسيلفانيا ومدير مركز علم الإحصاء الفلكي بالولاية جوغيش بابو، أنه يتذكر متى ازدهر عصر علم الإحصاء الفلكي. منذ 25 عامًا عندما كان جوغيش يركز على النظرية الإحصائية، طلب منه أستاذ علم الفلك إريك فيغلسون أن يقابله من أجل الحديث حول مشكلة. وفي نهاية هذه المحادثة، يقول بابو: «لقد أدركنا أن كل منا يتحدث الإنجليزية ولكن أحدًا منا لا يفهم عالم الآخر».
ولمخاطبة هذا الانفصال، نظَّم الإحصائيون وعلماء الفيزياء الفلكية سلسلة من المؤتمرات في ولاية بنسيلفانيا. وكتبوا كتابًا بعنوان «علم الإحصاء الفلكي» الذي وضع أسس هذا العلم الجديد بكفاءة. لكن هذا التعاون بين علماء الفيزياء الفلكية والإحصائيين ظل طفيفًا ومبعثرًا، ولم تزد حدته إلا منذ 2006 كما يقول بابو. 
تعاملت معظم المجالات العلمية الأخرى مع الإحصاء. فعلم الأحياء يستفيد من الإحصاء في فروع البحث العلمي الطبي والصحة العامة، كما يستفيد منها علم الجيولوجيا. في الواقع، في تسعينات القرن الماضي طور أستاذ الإحصاء في جامعة ولاية أريزونا جوزيف هيلبي بعض الأدوات الإحصائية المتقدمة المستخدمة في الرعاية الطبية. يشارك الإحصائيون أيضًا في العلوم الاجتماعية وعلم الاقتصاد والعلوم البيئية من أجل تحليل المخاطر في الصناعة.
بالرغم من أنه كان واعيًا أن بابو وفيغلسون لديهما مجتمعهما الخاص، قرر هيلبي أن يتوسع، فأسس أول رابطة مخولة للإحصاء وعلم الفلك باسم مجموعة علم الإحصاء الفلكي في معهد الإحصاء الدولي عام 2008. أدى ذلك إلى تأسيس مجموعة العمل في الجمعية الأمريكية الفلكية والاتحاد الدولي الفلكي في 2012. في نفس العام انتُخب هيلبي كأول رئيس للرابطة المشكلة حديثًا لعلم الإحصاء الفلكي.

## الاحتياجات الإحصائية لعلم الفلك
يتشابك علم الفلك المعاصر مع أسئلة لها طبيعة إحصائية. علاوة على تحليل البيانات الاستكشافية والنماذج البسيطة الموجودة في المجالات الأخرى، يفسر علماء الفلك البيانات بمصطلحات النماذج غير الخطية المعقدة المبنية على العمليات الفيزيائية الفلكية الحتمية. يجب أن تطيع الظواهر المدروسة السلوكيات المعروفة للذرة والفيزياء النووية، الجاذبية والميكانيكا، والديناميكا الحرارية والعمليات الإشعاعية. وبالتالي قد يشمل العرض اختيار النموذج العائلي المبني على الفهم الفيزيائي الفلكي للظروف الواقعة تحتها الدراسة، بالإضافة إلى الجهود الإحصائية لإيجاد المقاييس المحددة للنموذج.